# Alain Ferrand
Pour les articles homonymes, voir Ferrand.
Alain Ferrand (prononcé : /alɛ̃ feʁɑ̃/), né le 22 octobre 1959 à Aubin, est un homme d'affaires et homme politique français.
Il est maire du Barcarès, en alternance avec son ex-épouse Joëlle Iglesias-Ferrand au gré de leurs inéligibilités respectives, depuis 1995.

## Biographie

### Enfance et formation
Alain Ferrand naît le 22 octobre 1959 à Aubin dans le bassin minier de Decazeville. Il est le fils de Camille Ferrand et d'Elia Barnabe, paysans aveyronnais,.

### Carrière
Dans les années 1980, Alain Ferrand commence sa carrière en tant que professeur de gestion dans une école hôtelière de Toulouse.
En 1987, il achète le Lydia, un paquebot volontairement ensablé sur la station balnéaire du Barcarès qu'il transforme en casino et qu'il revend en 2000 au groupe Partouche. Il acquiert également au Barcarès un restaurant, Le Riviera, pour en faire un complexe touristique appelé Le Marina,.
Avec son ami Francis Perez, ils fondent la holding Grand sud. Lorsque Charles Pasqua, alors ministre de l’Intérieur, autorise les machines à sous, ils rachètent plusieurs casinos de la côte languedocienne,.
Alain Ferrand est l'un des codirigeants, avec Francis Perez et Olivier Cauro, de Grupo Pefaco, une société espagnole spécialisée dans les machines à sous et la création d'hôtels en Afrique et Amérique du sud. Alain Ferrand est PDG de Pefaco Hôtels, la branche hôtelière du groupe.
En 2009, il crée l'Electrobeach Music Festival (EMF), un festival annuel de musique électronique, qui se déroule au mois de juillet au Barcarès,.

### Parcours politique
Après avoir été conseiller municipal de 1991 à 1995, Alain Ferrand est élu maire du Barcarès (Pyrénées-Orientales) en 1995.
Le 22 mars 1999, il doit démissionner de son premier mandat de maire après une condamnation pour abus de biens sociaux dans la gestion de plusieurs casinos à trois ans de prison avec sursis ainsi qu'à 300 000 francs d'amende et trois ans d'inéligibilité. Il transmet alors son mandat de maire à son épouse Joëlle.
En 2011, il est exclu de l'UMP pour s'être présenté contre le candidat désigné de son parti pour les élections cantonales. Il est réintégré l'année suivante par la direction nationale, malgré les protestations des cadres locaux du parti, à l'exception du sénateur François Calvet, qu'il avait soutenu par le passé. La même année, il reprend la mairie, à la suite de la démission de son épouse, Joëlle Ferrand, condamnée pour prise illégale d'intérêts et à son tour déclarée inéligible pour cinq ans.
Lors des élections municipales de 2020, alors que son ex-épouse Joëlle Ferrand se présente contre lui, il l’emporte avec près de 64 % des voix.
Alain Ferrand est vice-président du conseil de gestion du parc naturel marin du golfe du Lion depuis sa création en 2011 jusqu'au 5 novembre 2020, et président de l'office de tourisme du Barcarès.
Il est élu le 18 septembre 2020 président de Perpignan Méditerranée Tourisme, l’office de tourisme communautaire. Le 13 octobre 2020, il devient président de l'agence de développement économique Pyrénées-Méditerranée Invest (ADE-PMI).
Depuis le 11 juillet 2020, il est élu premier vice-président de Perpignan Méditerranée Métropole,,.
Il est président de la Société d’économie mixte qui organise le festival électro. Il gère l'organisation du festival Electrobeach,.

### Franc maçonnerie
Il est engagé en franc-maçonnerie en tant que membre de la Grande Loge nationale française,.

## Affaires judiciaires

### Condamnations

#### Condamnation pour abus de biens sociaux et recel
En 1992, un rapport parlementaire des députés François d'Aubert et Bertrand Gallet relève que « les casinos, instruments de blanchiment, constituent un secteur traditionnel d'investissement des organisations criminelles mafieuses ». Le document indique « l'existence de mouvements de capitaux suspects » au sein de la holding Grand-Sud dont Ferrand est le PDG. À la suite de ce rapport, Perez et Ferrand passent quelques jours en prison à Dijon, interpellés par la branche jeux et courses des RG de Paris qui les soupçonnent de cavalerie financière entre la holding, dont les caisses sont vides, et le casino de Lons-le-Saunier,.
Alain Ferrand est finalement condamné par la Cour de Cassation en février 1999 pour abus de biens sociaux et recel de ce délit à trois ans de prison avec sursis, à une interdiction de gérer des établissements de jeux et à trois ans d’inéligibilité,.

#### Condamnation pour prise illégale d’intérêts
En juin 1999, Alain Ferrand est condamné à deux ans de prison avec sursis et cinq ans d'inéligibilité pour prise illégale d'intérêts. Il avait touché des commissions illégales sur un placement financier de la Semeta, une société d'économie mixte dépendant de la commune du Barcarès. Mandaté par le conseil d’administration, il avait placé dix millions de francs (1 525 000 euros) sur un compte d’intérêt, qui aurait pu lui rapporter 100 000 francs (un peu plus de 15 000 euros).

#### Condamnation pour fraude fiscale
En mars 2001, il écope d'une nouvelle peine de dix-huit mois de prison (dont quinze avec sursis) pour fraude fiscale dans ses entreprises.

#### Condamnation pour faux et usage de faux
En 2006, la justice le condamne à nouveau pour faux et usage de faux.

### Affaires judiciaires en cours

#### Mise en examen pour extorsion
En mai 2021, il est mis en examen pour extorsion en bande organisée, et complicité de destruction de preuves, ; il est placé sous contrôle judiciaire assorti du paiement d'une caution. À la suite d'un assouplissement de son contrôle judiciaire, il est autorisé de paraître dans le département des Pyrénées-Orientales le mardi et le vendredi pour exercer ses fonctions de maire. Il est écroué le 25 janvier 2022 pour violations multiples de son contrôle judiciaire. La chambre d'instruction de la cour d'appel d'Aix-en-Provence infirme cette décision le 10 février 2022 en raison d'une erreur de procédure.

#### Mise en examen pour prise illégale d’intérêt et concussion
Il est poursuivi pour prise illégale d’intérêt par un élu public et concussion. Sa mise en examen découle d'une plainte de l'association anti-corruption Anticor qui pense avoir décelé de « graves dysfonctionnements » dans l’attribution des concessions aux commerçants lors du Village du Noël du Barcarès de l'hiver 2018-2019. Alain Ferrand est soupçonné d’avoir attribué deux concessions du marché de Noël à une entreprise dans laquelle il détient des intérêts, dont l'une avait même été accordée à titre gratuit. Par ailleurs, la justice lui reproche d’avoir sollicité une contribution obligatoire à chaque commerçant présent sur le marché, en dehors de toute délibération du conseil municipal. Une somme totale de 73 500 euros aurait ainsi été collectée, en dehors de toute procédure. Le procès est prévu pour juin 2025.
Le 28 avril 2024, il est mis en garde à vue dans le cadre d'une enquête pour soupçon de favoritisme concernant l'organisation du marché de Noël du Barcarès. Il est arrêté à sa descente d'avion à Montpellier le 30 avril 2024, mis en examen et placé en détention provisoire,. Il est arrêté avec 30 000 euros et 10 000 dollars en liquide.

### Autres affaires
Le 3 juin 1998, il est placé en cessation de paiements et doit 4,5 millions d'euros. Quelques années plus tard, c’est la Cour d’appel de Montpellier qui le place en faillite : il doit 17 millions d'euros.
En juillet 2011, il perd un procès en diffamation contre le quotidien L'Indépendant qui avait relayé une information sur une enquête concernant un possible trafic de stupéfiants au sein de la discothèque Le Marina, dont il était le responsable administratif.
En décembre 2013, il est placé en garde à vue dans le cadre d'une enquête pour prise illégale d'intérêts et favoritisme, affaire pour laquelle il est relaxé en 2016.
En octobre 2015, le tribunal administratif annule une délibération de la mairie du Barcarès prenant en charge les frais de justice de Joëlle Ferrand, concernant son procès de 2013 « pour des faits relatifs à la passation de marchés publics par la collectivité » et condamne la commune à réclamer le remboursement de ces frais auprès de son ancienne mairesse. 
En 2019, il est relaxé dans l'affaire pour des faits de fraude présumés concernant des élections en 2004.
En 2023, il est destitué de son poste de vice-président de Perpignan Méditerranée Métropole après un vote par bulletin secret. Cette décision est déclarée illégale par le tribunal administratif de Montpellier,.

## Détail des mandats et fonctions
- 1991-1995 : conseiller municipal du Barcarès.
- 18 juin 1995 – 24 mars 1999 : maire du Barcarès.
- Depuis le 3 septembre 2011 : maire du Barcarès[Note 1].
- 23 mars 2014 – 10 juillet 2020 : conseiller communautaire de Perpignan Méditerranée Métropole.

## Distinctions
- 2016 : Prix Zakhor pour la mémoire[48].
- 2018 : XIII d'honneur[49].

- 2023 : médaille d'honneur départementale, remise par la préfecture des Pyrénées-Orientales[50].